# Bereket Yemane
Bereket Yemane Abebe, né le 27 novembre 1987 est un coureur cycliste érythréen.

## Palmarès
- 2007
  -  Médaillé de bronze au championnat d'Afrique du contre-la-montre
- 2008
  - 2e du championnat d'Érythrée sur route
  - 7e du contre-la-montre du championnat d'Afrique
- 2009
  - Classement général du Tour d'Érythrée
- 2014
  - 3e du Tour international de Blida
- 2015
  - 1re étape du Tour du Faso

## Classements mondiaux
| Année           | 2008 | 2009 | 2010 | 2011 | 2012 | 2013 | 2014 |
| --------------- | ---- | ---- | ---- | ---- | ---- | ---- | ---- |
| UCI Africa Tour | 149e |      |      |      |      |      | 72e  |